# Cosmarium pokornyanum
Cosmarium pokornyanum  là một loài Song tinh tảo trong họ Desmidiaceae, thuộc chi Cosmarium.